# Akopov Seamounts
Die Akopov Seamounts (englisch) sind drei Tiefseeberge in der Somow-See nördlich der Nordküste des ostantarktischen Viktorialands. Sie liegen zwischen 476 und 1826 m unter dem Meeresspiegel. 
Sowjetische Wissenschaftler entdeckten sie 1957 von Bord des Forschungsschiffs Ob. Benannt sind sie nach dem Hydrographen Eduard Nikolajewitsch Akopow (1926–1991), der als Mitglied der sowjetischen Pazifikflotte hydrographische Untersuchungen im Japanischen Meer und im Ochotskischen Meer durchgeführt hatte.